# Vivy: Fluorite Eye’s Song
Vivy: Fluorite Eye’s Song (jap. ヴィヴィ -フローライトアイズソング Vivi -Furōraito aizu songu-) – telewizyjny serial anime napisany przez Tappeia Nagatsukiego i Eijiego Umeharę. Seria została wyprodukowana przez Wit Studio, jej emisja trwała zaś od kwietnia do czerwca 2021. 
Historia została zaadaptowana na mangę autorstwa Morito Yamataki, ukazującą się od 10 kwietnia 2021 w serwisie Mag Comi wydawnictwa Mag Garden, oraz powieść napisaną przez Tappeia Nagatsukiego i Eijiego Umeharę z ilustracjami autorstwa loundraw, która publikowana jest od 30 kwietnia 2021 pod imprintem WIT Novel. 

## Fabuła
Po licznych eksperymentach z tworzeniem autonomicznej SI, ludzie doszli do wniosku, że SI może być funkcjonalna tylko wtedy, gdy otrzyma tylko jedno zadanie, któremu będzie mogła poświęcić swoje życie. Mając to na uwadze, pierwsza autonomiczna SI, piosenkarka o imieniu Diva, została stworzona z misją uszczęśliwiania ludzi swoimi piosenkami. Jednak jej dążenie do wystąpienia na głównej scenie parku rozrywki NiaLandu zostaje przerwane przez przybycie Matsumoto, SI z przyszłości, którego misją jest zmienienie historii wraz z Vivy, aby powstrzymać wojnę między SI a ludźmi, mającą wydarzyć się sto lat później.

## Bohaterowie

### SI
- Vivy (jap. ヴィヴィ Vivi)

Seiyū: Atsumi Tanezaki 
- Matsumoto (jap. マツモト)

Seiyū: Jun Fukuyama 
- Estella (jap. エステラ Esutera)

Seiyū: Yōko Hikasa 
- Elizabeth (jap. エリザベス Erizabesu)

Seiyū: Yumi Uchiyama 
- Grace (jap. グレイス Gureisu)

Seiyū: Satomi Akesaka 
- Ophelia (jap. オフィーリア Ofīria)

Seiyū: Rina Hidaka 
- General Purpose Diva AI (jap. 汎用型歌姫AI Hanyōgata Utahime AI)

Seiyū: Kaede Hondo 
- Navi (jap. ナビ Nabi)

Seiyū: Asuna Tamari 
- Archive (jap. アーカイブ Ākaibu)

Seiyū: Sayaka Ōhara 
- Leclerc (jap. ルクレール Rukurēru)

Seiyū: Aya Yamane 
- M (jap. エム Emu)

Seiyū: Jun Fukushima 
- Katie (jap. ケイティ Keiti)

Seiyū: Mariko Higashiuchi 
- Margaret (jap. マーガレット Māgaretto)

Seiyū: Hisako Kanemoto 
- Antonio (jap. アントニオ)

Seiyū: Rikiya Koyama 

### Ludzie
- Osamu Matsumoto (jap. 松本 修 Matsumoto Osamu)

Seiyū: Takehito Koyasu / Mikako Komatsu (dziecko) 
- Keita Hayashi (jap. 林啓太 Hayashi Keita)

Seiyū: Eizō Tsuda 
- Momoka Kirishima (jap. 霧島 モモカ Kirishima Momoka)

Seiyū: Miyu Tomita 
- Yōichi Aikawa (jap. 相川 ヨウイチ Aikawa Yōichi)

Seiyū: Masayuki Katō 
- Yūgo Kakitani (jap. 垣谷 ユウゴ Kakitani Yūgo)

Seiyū: Tarusuke Shingaki 
- Kuwana (jap. 桑名)

Seiyū: Tetsu Inada 
- Yuzuka Kirishima (jap. 霧島 ユズカ Kirishima Yuzuka)

Seiyū: Konomi Kohara 
- Tatsuya Saeki (jap. 冴木 タツヤ Saeki Tatsuya)

Seiyū: Kenshō Ono / Mutsumi Tamura (dziecko) 
- Yui Kakitani (jap. 垣谷 ユイ Kakitani Yui)

Seiyū: Ayaka Asai 

## Produkcja i wydanie
Seria została stworzona i napisana przez Tappeia Nagatsukiego i Eijiego Umeharę, natomiast produkcją zajęło się Wit Studio. Za reżyserię odpowiadali Shinpei Ezaki wraz z Yūsuke Kubo jako asystentem, postacie zaprojektował loundraw, Yūichi Takahashi dostosował je do animacji, muzykę do serialu skomponował zaś Satoru Kōsaki. Motywem otwierającym jest „Sing My Pleasure” autorstwa Kairi Yagi, która wykonuje utwory śpiewane przez tytułową postać, Vivy, natomiast motywem kończącym jest fortepianowa wersja „Fluorite Eye’s Song” skomponowana przez Kōsakiego. Serial był emitowany od 3 kwietnia do 19 czerwca 2021 w Tokyo MX i innych stacjach. Licencję na dystrybucje serii poza Azją posiada Aniplex of America, które transmitowało ją na platformie Funimation.

### Lista odcinków
| №         | Tytuł | Reżyseria                                                | Scenariusz                                     | Premiera         |
| --------- | --- | -------------------------------------------------------- | ---------------------------------------------- | ---------------- |
| 1         | My Code – To Make Everyone Happy with My Singing Mai kōdo -Uta de minna o shiawase ni suru tame ni- (My Code -歌でみんなを幸せにするために-)                                            | Hong Penny                                               | Eiji Umehara Tappei Nagatsuki                  | 3 kwietnia 2021  |
| 2         | Quarter Note – The Beginning of the One Hundred-Year Journey Kwōtā nōto -Hyaku-nen no tabi no hajimari- (Quarter Note -百年の旅の始まり-)                                               | Yūsuke Kubo                                              | Eiji Umehara Tappei Nagatsuki                  | 4 kwietnia 2021  |
| 3         | A Tender Moon Tempo – A Pleasant Chat with the Stars Ē tendā mūn tenpo -Hoshi-tachi to no kandan- (A Tender Moon Tempo -星たちとの歓談-)                                                | Naoki Horiuchi                                           | Eiji Umehara Tappei Nagatsuki                  | 10 kwietnia 2021 |
| 4         | Ensemble for Polaris – Our Promise Ansanburu fō porarisu -Watashitachi no yakusoku- (Ensemble for Polaris -私たちの約束-)                                                               | Shūjirō Ami                                              | Eiji Umehara Tappei Nagatsuki                  | 17 kwietnia 2021 |
| 5         | Sing My Pleasure – To Make You Smile Shingu mai purejā -Anata o egao ni- (Sing My Pleasure -あなたを笑顔に-)                                                                            | Hong Penny                                               | Eiji Umehara Tappei Nagatsuki                  | 24 kwietnia 2021 |
| 6         | Sing My Pleasure – I Love You Shingu mai purejā -Anata o aisuru- (Sing My Pleasure -あなたを愛する-)                                                                                    | Yūsuke Kubo                                              | Eiji Umehara Tappei Nagatsuki                  | 1 maja 2021      |
| 7         | Galaxy Anthem – To Make Everyone Happy With My Singing Gyarakushī ansemu -Uta de minna o shiawase ni suru tame ni- (Galaxy Anthem -歌でみんなを幸せにするために-)                       | Naoki Horiuchi                                           | Eiji Umehara Tappei Nagatsuki                  | 8 maja 2021      |
| 8         | Elegy Dedicated With Love – My One and Only Beloved Partner Erejī dedikeitido wizu rabu -Tatta hitori no taisetsu na pātonā- (Elegy Dedicated With Love -たった一人の大切なパートナー-) | Hong Penny Takashi Katagiri                              | Eiji Umehara Tappei Nagatsuki Tomomi Kawaguchi | 15 maja 2021     |
| 9         | Harmony of One’s Heart – My Mission, Your Future Hāmonī obu wanzu hāto -Watashi no shimei, anata no mirai- (Harmony of One’s Heart -私の使命、あなたの未来-)                            | Tomoko Hiramuki Shintarō Itoga Yūsuke Kubo Shinpei Ezaki | Eiji Umehara Tappei Nagatsuki                  | 22 maja 2021     |
| 10        | Vivy Score – Singing From My Heart Vivi sukoa -Kokoro o komete utau to iu koto- (Vivy Score -心を込めて歌うということ-)                                                                 | Susumu Yamamoto                                          | Eiji Umehara Tappei Nagatsuki                  | 29 maja 2021     |
| 11        | World's End Modulation – April 11, 2161 Wāruzu endo mojurēshon -Seireki nisen hyaku rokujūichi shigatsu jūichi nichi- (World's End Modulation -西暦2161年4月11日-)                      | Hong Penny                                               | Eiji Umehara Tappei Nagatsuki                  | 5 czerwca 2021   |
| 12        | Refrain – My Mission Rifurein -Watashi no shimei- (Refrain -私の使命-) | Yūsuke Kubo Kako Yamazaki                                | Eiji Umehara Tappei Nagatsuki                  | 12 czerwca 2021  |
| 13        | Fluorite Eye’s Song Furōraito aizu songu (Fluorite Eye’s Song) | Shinpei Ezaki                                            | Eiji Umehara Tappei Nagatsuki                  | 19 czerwca 2021  |
| Specjalny | To Make Everyone Happy with My Singing -Tu meiku eburiwan happī wizu mai shingingu- (-To make everyone happy with my singing-)                                                          | N/A                                                      | N/A                                            | 26 czerwca 2021  |